# Sint-Magdalenakerk (Jette)
De Sint-Magdalenakerk, ook Heilige Magdalenakerk (Frans: Église Sainte-Madeleine), is een rooms-katholiek kerkgebouw in de Belgische gemeente Jette in het Brussels Hoofdstedelijk Gewest, gelegen op het Koningin Astridplein.
Deze neogotische kerk werd gebouwd in 1903 en een jaar later ingewijd als kloosterkerk voor de redemptoristen, welke daar het neogotische Maria-Magdalenaklooster hadden gebouwd en betrokken. Dezen kwamen oorspronkelijk uit Brussel, waarvan de Magdalenakerk aldaar nog getuigt. De redemptoristen van Jette verlieten hun klooster in 2010. Daarna trokken de Paters van Sint-Jan in het gebouw.

## Exterieur
De kerk werd ontworpen door architect Georges Dhaeyer en is een sober driebeukig neogotisch gebouw in rode baksteen, opgebouwd volgens een Latijns kruis. Links van de voorgevel bevindt zich een vierkante klokkentoren waarvan de spits door vier zijtorentjes wordt geflankeerd. Aan de westgevel is een dubbele toegangsdeur waartussen zich een beeld van Maria Magdalena bevindt. Boven beide deuren bevinden zich drie lancetboogvensters bekroond met een roosvenster met een mozaïek die een episode uit het leven van Maria Magdalena toont. Pinakels en een traptorentje maken deel uit van de versiering. De omlijsting van de spitvormige deuren zijn in blauwe hardsteen.

## Interieur
Het interieur is typerend voor de neogotische religieuze architectuur. Het schip heeft drie beuken en vier traveeën, overwelfd met kruisribgewelven. Het middenschip heeft een triforium met een hooggeplaatste lichtbeuk en glasramen. De zuilen werden donkerbruin geschilderd en de muren wit gepleisterd. De kerk is rechtstreeks verbonden met het bijhorend klooster.
De kerk werd samen met het bijhorende redemptoristenklooster en tuin in juni 2000 erkend als beschermd erfgoed.